# Wiedomys
Wiedomys là một chi động vật có vú trong họ Cricetidae, bộ Gặm nhấm. Chi này được Hershkovitz miêu tả năm 1959. Loài điển hình của chi này là Wiedomys pyrrhorhinos Wied-Neuwied, 1821.

## Các loài
Chi này gồm các loài:
- Wiedomys cerradensis
- Wiedomys pyrrhorhinos